# جین ساگان
جین ساگان (انگلیسی: Jeanne Sagan؛ زادهٔ ۱۸ ژانویهٔ ۱۹۷۹) موسیقی‌دان اهل ایالات متحده آمریکا است. وی از سال ۲۰۰۱ میلادی تاکنون مشغول فعالیت بوده است.